# Karma (Biélorussie)
Pour les articles homonymes, voir Karma (homonymie).
Karma (en biélorusse : Карма) ou Korma (en russe : Корма) est une commune urbaine de la voblast de Homiel ou oblast de Gomel, en Biélorussie, et le centre administratif du raïon de Karma. Sa population s'élevait à 7 583 habitants en 2017.

## Géographie
Karma est située au nord de la voblast, sur la rive droite de la rivière Soj. Elle se trouve à 110 km au nord de Homiel, la capitale de la voblast, et à 55 km à l'ouest de Rahatchow.

## Histoire
La première mention écrite de la localité remonte à 1596. Elle appartenait alors à la voïvodie de Minsk, dans le grand-duché de Lituanie. En 1772, lors du Premier Partage de la Pologne, elle est intégrée à la Russie, dans le gouvernement de Moguilev. Au recensement de 1897, Karma, qui fait partie de la Zone de Résidence obligatoire des sujets juifs de l'Empire russe, compte une communauté juive de 1 328 personnes (80 % de la population totale).
Après la Révolution de 1917, elle est incorporée à la république socialiste soviétique de Biélorussie en 1924 et devient le centre d'un raion, dans l'oblast de Moguilev. En 1938, elle est transférée à l'oblast de Gomel et elle reçoit le statut de commune urbaine. D'août 1941 à novembre 1943, elle est occupée par l'Allemagne nazie et sa communauté juive enfermée dans un ghetto puis détruite lors d'exécutions de masse en novembre 1941. Après la guerre, elle appartient au raïon de Rahatchow, de 1962 à 1965, puis au raïon de Tchatchersk de 1965 à 1966, avant de redevenir le centre d'un raïon autonome.

## Population
Recensements (*) ou estimations de la population :
| 1826 | 1883  | 1897* | 1923* | 1926* | 1959* |
| ---- | ----- | ----- | ----- | ----- | ----- |
| 926  | 1 150 | 1 660 | 1 480 | 1 748 | 2 950 |

| 1970* | 1979* | 1989* | 1999* | 2009* | 2012  |
| ----- | ----- | ----- | ----- | ----- | ----- |
| 4 106 | 5 624 | 7 201 | 6 400 | 7 448 | 7 544 |

| 2013  | 2014  | 2015  | 2016  | 2017  | - |
| ----- | ----- | ----- | ----- | ----- | - |
| 7 528 | 7 534 | 7 588 | 7 610 | 7 583 | - |